# Christian Christie

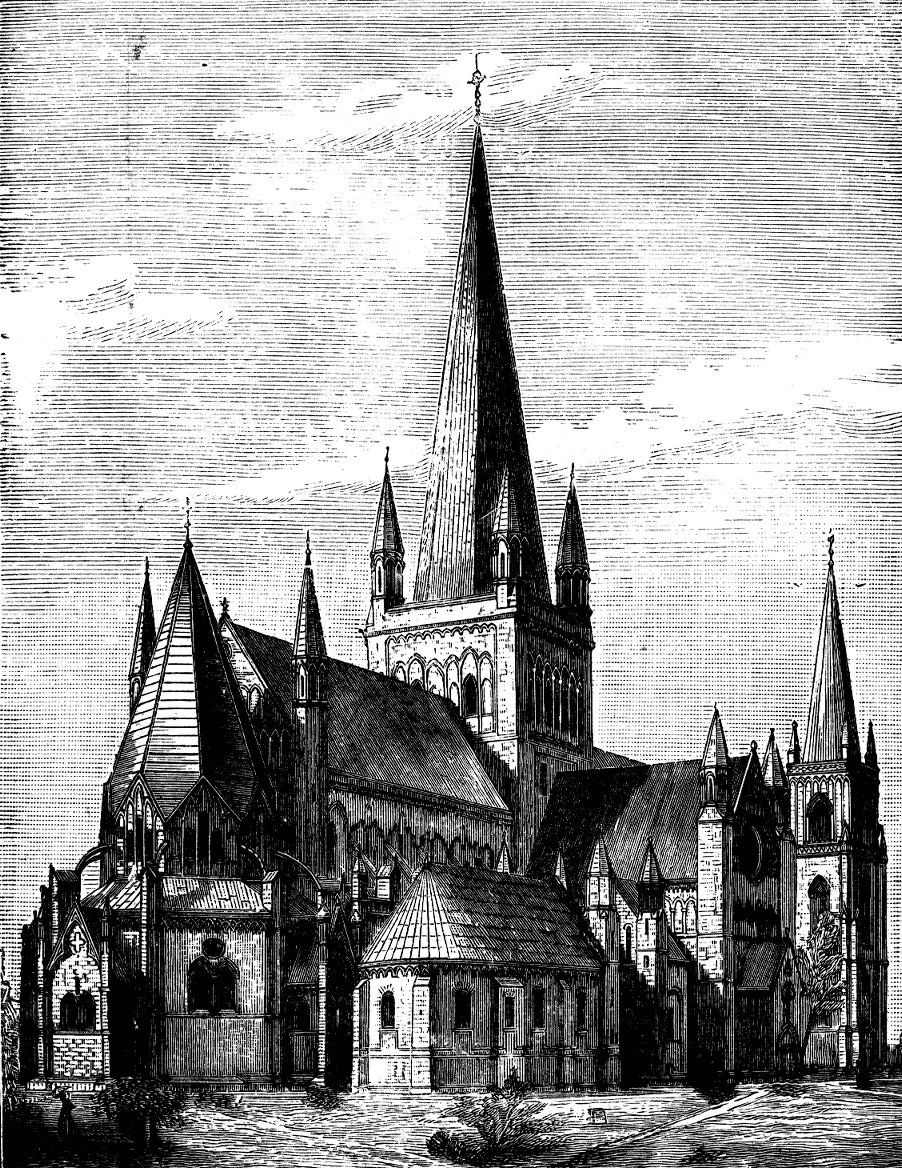
Dibujo de Christie sobre la reconstrucción de la Catedral de Nidaros.

Eilert Christian Brodtkorb Christie (Bergen, 24 de diciembre de 1832-Trondheim, 13 de septiembre de 1906) fue un arquitecto noruego, conocido por sus trabajos de restauración y reconstrucción de edificios medievales noruegos.
Christie estudió en la Escuela Politécnica de Hanóver, en lo que actualmente es Alemania, a partir de 1849, y posteriormente en Karlsruhe. Regresó a Noruega en 1855, y comenzaría a participar como arquitecto en algunos proyectos, como el edificio del archivo diocesal de Trondheim (década de 1860), la nueva iglesia de Borgund (1865-1868) y el Haraldsstøtten (1872), un monumento al rey Harald I de Noruega en Haugesund.
Interesado por la historia, se unió a la Asociación Noruega para la Preservación de los Artefactos Antiguos. Comenzó a trabajar con restos de edificios medievales, diseñando proyectos para su reconstrucción según los modelos primitivos. Entre otros, trabajó en la Catedral de Bergen, el Salón de Haakon, y la Iglesia de Santa María, todos ellos en la misma ciudad. De esa manera logró familiarizarse con la arquitectura gótica y románica.
Su obra más ambiciosa fue la restauración de la Catedral de Nidaros, en Trondheim, desde 1872 hasta 1906. Para ello, Christie trabajó arduamente valiéndose de herramientas arqueológicas. Su trabajo se centró en la restauración de aquellas partes que podían ser reconstruidas con evidencias científicas, como fueron el coro, el octógono y el transepto. Sin embargo, en la reconstrucción de la torre del transepto no contó con el suficiente respaldo histórico, y las críticas aumentaron cuando decidió colocar un techo de cobre en la catedral para prevenir incendios. Continuó con la coordinación de la restauración hasta su muerte en 1906.
En el brazo sur del transepto de la catedral se halla una placa en su honor. También se dio su nombre a una calle de la ciudad de Trondheim. 